# Zolani Tete
Zolani Tete est un boxeur sud-africain né le 8 mars 1988 à Cap-Oriental.

## Carrière
Passé professionnel en 2006, il remporte le titre vacant de champion du monde des poids super-mouches IBF le 18 juillet 2014 en battant aux points Teiru Kinoshita. Tete conserve son titre le 6 mars 2015 en stoppant au 8e round le nord-irlandais Paul Butler à Liverpool puis le laisse vacant le 2 juin 2015.
Le 18 novembre 2017, il s'impose lors du championnat du monde des poids coqs WBO face à son compatriote Siboniso Gonya, par KO au premier round en moins de cinq secondes sur le premier crochet envoyé. Il confirme ce succès en s'imposant aux points le 21 avril 2018 face à l'argentin Omar Andrés Narváez puis le 13 octobre 2018 contre Misha Aloyan. Zolani Tete s'incline en revanche contre John Riel Casimero le 30 novembre 2019.